# サンキュー・フォー・ザ・ミュージック (175Rのアルバム)
『サンキュー・フォー・ザ・ミュージック』は、175Rが2007年10月10日に発売した、初のベストアルバム。

## 概要
- 初回版にはDVDが付いている。

## 収録曲
1. SAKURA
インディーズ1stアルバム「Go!upstart!」収録。
2. YOUR SONG
インディーズ1stアルバム「Go!upstart!」収録。
3. 和
インディーズ1stアルバム「Go!upstart!」収録。
4. 僕の声
インディーズ2ndシングル「STAND BY YOU!!」カップリング曲。
5. ハッピーライフ
メジャー1stシングル。
6. 空に唄えば
メジャー2ndシングル。
7. 「手紙」-Single Version-
メジャー3rdシングル。
8. 夕焼けファルセット
メジャー5thシングル。
9. PICASSO
メジャー2ndアルバム「MELODY」収録。
10. ORANGE feat. MCU
メジャー6thシングル。MCU（KICK THE CAN CREW）とのコラボレーション。
11. グラフィティー(KIT KAT Edition)
メジャー7thシングル。
12. メロディー
メジャー8thシングル。
13. シャイン、光の道しるべ
メジャー9thシングル。
14. 果てなき明日へと
メジャー11thシングル。
15. 雨のち君
メジャー4thアルバム「Bremen」収録。
16. サンキュー・フォー・ザ・ミュージック -10th Anniversary version-
メジャー4thアルバム「Bremen」収録曲のアニバーサリーバージョン。